# Erepsia villiersii
Erepsia villiersii är en isörtsväxtart som beskrevs av L. Bol. Erepsia villiersii ingår i släktet Erepsia och familjen isörtsväxter. Inga underarter finns listade i Catalogue of Life.